# Paula Kassell
Pour les articles homonymes, voir Kassell.
Paula Kassell est une féministe américaine née le 5 décembre 1917 et morte le 20 août 2012. Elle est la fondatrice du trimestriel féministe New Directions for Women et l'une des créatrices du Women's Institute for Freedom of the Press (« Institut des femmes pour la liberté de la presse »).

## Biographie
Fille d'un agent de change et d'une femme au foyer, Paula Kassell naît le 5 décembre 1917 à New York, grandit à Yonkers, dans l'État de New York, et sort diplômée du Barnard College en 1939,. Elle indique que son engagement féministe a pour origine sa lecture des travaux de l’anthropologue culturelle Margaret Mead à l'université. Elle commence sa carrière aux Laboratoires Bell où elle est la première femme éditeur technique (technical editor). Le 16 août 1941, elle épouse Gerson Friedman, avec qui elle a un garçon en 1942 puis une fille en 1946 ; son mari, jusqu'à sa mort en 1986, la soutient dans ses actions militantes,.
Elle adhère en 1967 à la National Organization of Women (en), créée l'année précédente. À l'aide d'autres bénévoles et avec les fonds récoltés lors d'une conférence qui rassemble, en mai 1971, diverses organisations féministes dont la National Organization of Women, elle crée le magazine féministe New Directions for Women dont le premier numéro paraît janvier 1972. Sa diffusion, initialement de 2 000 exemplaires, atteint les 50 000 lecteurs en mars 1973, répartis entre seize États américains et le Canada.
Paula Kassell meurt le 20 août 2012 à Dover où elle vit, dans le New Jersey, à l'âge de 94 ans.